# Abigail Spears
Abigail Spears (San Diego, 12 juli 1981) is een professioneel tennisspeelster uit de Verenigde Staten. Spears begon met tennis toen zij zeven jaar oud was. Zij speelt rechtshandig en heeft een tweehandige backhand.

## Loopbaan
In 1998 speelde Spears voor het eerst op het US Open in het dubbelspeltoernooi. In 2000 werd zij professional. Zij is voornamelijk succesvol als dubbelspeelster. In 2013 bereikte zij de finale in het gemengd dubbelspel op het US Open, samen met Mexicaan Santiago González. In het vrouwendubbelspel speelde zij in de periode van maart 2011 tot en met december 2016 bijna uitsluitend samen met haar landgenote Raquel Kops-Jones (die sinds 2016 aan toernooien deelneemt onder haar gehuwde naam Raquel Atawo). Op het Australian Open 2017 won zij haar eerste grandslamtitel, en wel in het gemengd dubbelspel, met de Colombiaan Juan Sebastián Cabal aan haar zijde.

## Posities op deWTA-ranglijst
Positie per einde seizoen:
| jaar | ranking enkelspel | ranking dubbelspel |
| ---- | ----------------- | ------------------ |
| 2000 | 545               | 226                |
| 2001 | 262               | 148                |
| 2002 | 311               | 75                 |
| 2003 | 225               | 57                 |
| 2004 | 92                | 88                 |
| 2005 | 156               | 58                 |
| 2006 | 143               | 237                |
| 2007 | 151               | 109                |
| 2008 | 239               | 68                 |
| 2009 | 221               | 43                 |
| 2010 | 263               | 58                 |
| 2011 | 327               | 36                 |
| 2012 | 644               | 14                 |
| 2013 | 783               | 23                 |
| 2014 | 661               | 12                 |
| 2015 | 1258              | 18                 |
| 2016 | –                 | 21                 |
| 2017 | 1205              | 27                 |
| 2018 | –                 | 29                 |

## Palmares
| Legenda                | Legenda                  |
| ---------------------- | ------------------------ |
| Grandslamtoernooi      |                          |
| Olympische Spelen      |                          |
| Year-End Championships |                          |
| tot 2009               | 2009 – 2020 / vanaf 2021 |
| Tier I                 | Premier Mandatory        |
| Tier II                | Premier Five / WTA 1000  |
| Tier III               | Premier / WTA 500        |
| Tier IV & V            | International / WTA 250  |
|                        | Challenger / WTA 125     |

### WTA-finaleplaatsen enkelspel
| nr.              | finale     | toernooi   | ondergrond | tegenstandster | score         |         |
| ---------------- | ---------- | ---------- | ---------- | -------------- | ------------- | ------- |
| gewonnen finales |            |            |            |                |               |         |
| geen             |            |            |            |                |               |         |
| verloren finales |            |            |            |                |               |         |
| 1.               | 2004-11-07 | WTA Québec | tapijt (i) | Martina Suchá  | 5-7, 6-3, 2-6 | details |

### WTA-finaleplaatsen dubbelspel
| nr.                                 | finale     | toernooi          | ondergrond    | partner              | tegenstandsters                               | score            |         |
| ----------------------------------- | ---------- | ----------------- | ------------- | -------------------- | --------------------------------------------- | ---------------- | ------- |
| gewonnen finales vrouwendubbelspel  |            |                   |               |                      |                                               |                  |         |
| 1.                                  | 2003-01-05 | WTA Auckland      | hardcourt     | Teryn Ashley         | Cara Black Jelena Lichovtseva                 | 6-2, 2-6, 6-0    | details |
| 2.                                  | 2004-08-15 | WTA Vancouver     | hardcourt     | Bethanie Mattek      | Els Callens Anna-Lena Grönefeld               | 6-3, 6-3         | details |
| 3.                                  | 2005-07-24 | WTA Cincinnati    | hardcourt     | Laura Granville      | Květa Peschke María Emilia Salerni            | 3-6, 6-2, 6-4    | details |
| 4.                                  | 2009-05-10 | WTA Estoril       | gravel        | Raquel Kops-Jones    | Sharon Fichman Katalin Marosi                 | 2-6, 6-3, [10-5] | details |
| 5.                                  | 2009-09-27 | WTA Seoel         | hardcourt     | Chan Yung-jan        | Carly Gullickson Nicole Kriz                  | 6-3, 6-4         | details |
| 6.                                  | 2011-09-18 | WTA Québec        | tapijt (i)    | Raquel Kops-Jones    | Jamie Hampton Anna Tatishvili                 | 6-1, 3-6, [10-6] | details |
| 7.                                  | 2012-07-22 | WTA Carlsbad      | hardcourt     | Raquel Kops-Jones    | Vania King Nadja Petrova                      | 6-2, 6-4         | details |
| 8.                                  | 2012-09-23 | WTA Seoel         | hardcourt     | Raquel Kops-Jones    | Akgul Amanmuradova Vania King                 | 2-6, 6-2, [10-8] | details |
| 9.                                  | 2012-09-29 | WTA Tokio         | hardcourt     | Raquel Kops-Jones    | Anna-Lena Grönefeld Květa Peschke             | 6-1, 6-4         | details |
| 10.                                 | 2012-10-14 | WTA Japan (Osaka) | hardcourt     | Raquel Kops-Jones    | Kimiko Date-Krumm Heather Watson              | 6-1, 6-4         | details |
| 11.                                 | 2013-07-28 | WTA Stanford      | hardcourt     | Raquel Kops-Jones    | Julia Görges Darija Jurak                     | 6-2, 7-6         | details |
| 12.                                 | 2013-08-04 | WTA Carlsbad      | hardcourt     | Raquel Kops-Jones    | Chan Hao-ching Janette Husárová               | 6-4, 6-1         | details |
| 13.                                 | 2014-06-15 | WTA Birmingham    | gras          | Raquel Kops-Jones    | Ashleigh Barty Casey Dellacqua                | 7-6, 6-1         | details |
| 14.                                 | 2014-08-17 | WTA Cincinnati    | hardcourt     | Raquel Kops-Jones    | Tímea Babos Kristina Mladenovic               | 6-1, 2-0, opg.   | details |
| 15.                                 | 2015-02-28 | WTA Doha          | hardcourt     | Raquel Kops-Jones    | Hsieh Su-wei Sania Mirza                      | 6-4, 6-4         | details |
| 16.                                 | 2015-06-14 | WTA Nottingham    | gras          | Raquel Kops-Jones    | Jocelyn Rae Anna Smith                        | 3-6, 6-3, [11-9] | details |
| 17.                                 | 2015-10-18 | WTA Linz          | hardcourt (i) | Raquel Kops-Jones    | Andrea Hlaváčková Lucie Hradecká              | 6-3, 7-5         | details |
| 18.                                 | 2016-07-24 | WTA Stanford      | hardcourt     | Raquel Atawo         | Darija Jurak Anastasia Rodionova              | 6-3, 6-4         | details |
| 19.                                 | 2017-02-18 | WTA Doha          | hardcourt     | Katarina Srebotnik   | Olha Savtsjoek Jaroslava Sjvedova             | 6-3, 7-6         | details |
| 20.                                 | 2017-08-06 | WTA Stanford      | hardcourt     | Coco Vandeweghe      | Alizé Cornet Alicja Rosolska                  | 6-2, 6-3         | details |
| 21.                                 | 2018-06-17 | WTA Nottingham    | gras          | Alicja Rosolska      | Mihaela Buzărnescu Heather Watson             | 6-3, 7-6         | details |
| verloren finales vrouwendubbelspel  |            |                   |               |                      |                                               |                  |         |
| 1.                                  | 2005-02-19 | WTA Memphis       | hardcourt (i) | Laura Granville      | Miho Saeki Yuka Yoshida                       | 3-6, 4-6         | details |
| 2.                                  | 2009-06-14 | WTA Birmingham    | gras          | Raquel Kops-Jones    | Cara Black Liezel Huber                       | 1-6, 4-6         | details |
| 3.                                  | 2009-10-18 | WTA Japan (Osaka) | hardcourt     | Chanelle Scheepers   | Chuang Chia-jung Lisa Raymond                 | 2-6, 4-6         | details |
| 4.                                  | 2011-08-07 | WTA Carlsbad      | hardcourt     | Raquel Kops-Jones    | Květa Peschke Katarina Srebotnik              | 0-6, 2-6         | details |
| 5.                                  | 2012-01-07 | WTA Brisbane      | hardcourt     | Raquel Kops-Jones    | Nuria Llagostera Vives Arantxa Parra Santonja | 6-7, 6-7         | details |
| 6.                                  | 2012-02-19 | WTA Doha          | hardcourt     | Raquel Kops-Jones    | Liezel Huber Lisa Raymond                     | 3-6, 1-6         | details |
| 7.                                  | 2013-09-22 | WTA Seoel         | hardcourt     | Raquel Kops-Jones    | Chan Chin-wei Xu Yifan                        | 5-7, 3-6         | details |
| 8.                                  | 2014-02-22 | WTA Dubai         | hardcourt     | Raquel Kops-Jones    | Alla Koedrjavtseva Anastasia Rodionova        | 2-6, 7-5, [8-10] | details |
| 9.                                  | 2015-01-17 | WTA Sydney        | hardcourt     | Raquel Kops-Jones    | Bethanie Mattek-Sands Sania Mirza             | 3-6, 3-6         | details |
| 10.                                 | 2017-04-30 | WTA Stuttgart     | gravel (i)    | Katarina Srebotnik   | Raquel Atawo Jeļena Ostapenko                 | 4-6, 4-6         | details |
| gewonnen finales gemengd dubbelspel |            |                   |               |                      |                                               |                  |         |
| 1.                                  | 2017-01-29 | Australian Open   | hardcourt     | Juan Sebastián Cabal | Sania Mirza Ivan Dodig                        | 6-2, 6-4         | details |
| verloren finales gemengd dubbelspel |            |                   |               |                      |                                               |                  |         |
| 1.                                  | 2013-09-06 | US Open           | hardcourt     | Santiago González    | Andrea Hlaváčková Maks Mirni                  | 6-7, 3-6         | details |
| 2.                                  | 2014-09-05 | US Open           | hardcourt     | Santiago González    | Sania Mirza Bruno Soares                      | 1-6, 6-2, [9-11] | details |

## Resultaten grandslamtoernooien
| Legenda | Legenda                          |
| ------- | -------------------------------- |
| g.t.    | geen toernooi gehouden           |
| l.c.    | lagere categorie                 |
| –       | niet deelgenomen                 |
| G       | uitgeschakeld in de groepsfase   |
| 1R      | uitgeschakeld in de eerste ronde |
| 2R      | uitgeschakeld in de tweede ronde |
| 3R      | uitgeschakeld in de derde ronde  |
| 4R      | uitgeschakeld in de vierde ronde |
| KF      | uitgeschakeld in de kwartfinale  |
| HF      | uitgeschakeld in de halve finale |
| F       | de finale verloren               |
| W       | het toernooi gewonnen            |
| w-v     | winst/verlies-balans             |

### Enkelspel
| toernooi        | 2004 | 2005 |
| --------------- | ---- | ---- |
| Australian Open | –    | 3R   |
| Roland Garros   | –    | 1R   |
| Wimbledon       | –    | 1R   |
| US Open         | 1R   | 1R   |

### Vrouwendubbelspel
| toernooi        | 1998 | 1999 |    | 2001 | 2002 | 2003 | 2004 | 2005 | 2006 | 2007 | 2008 | 2009 | 2010 | 2011 | 2012 | 2013 | 2014 | 2015 | 2016 | 2017 | 2018 | 2019 |
| --------------- | ---- | ---- | -- | ---- | ---- | ---- | ---- | ---- | ---- | ---- | ---- | ---- | ---- | ---- | ---- | ---- | ---- | ---- | ---- | ---- | ---- | ---- |
| Australian Open | –    | –    | –  | 2R   | 1R   | 1R   | 1R   | 1R   | –    | –    | 2R   | 1R   | 3R   | 1R   | 2R   | HF   | KF   | 2R   | 1R   | 2R   | 2R   |      |
| Roland Garros   | –    | –    | –  | 1R   | 2R   | 3R   | –    | –    | –    | –    | 1R   | 1R   | 1R   | 2R   | 1R   | 2R   | 1R   | 2R   | 2R   | 1R   |      |      |
| Wimbledon       | –    | –    | –  | 1R   | 1R   | 1R   | 3R   | 1R   | –    | 3R   | 1R   | 1R   | 2R   | KF   | 3R   | 3R   | HF   | HF   | 1R   | –    |      |      |
| US Open         | 1R   | 1R   | 1R | 2R   | 2R   | 1R   | 1R   | 1R   | 1R   | KF   | 1R   | 1R   | 1R   | 3R   | 2R   | 1R   | 3R   | 1R   | 1R   | 1R   |      |      |

### Gemengd dubbelspel
| toernooi        | 2002 | 2003 | 2004 | 2005 |    | 2009 | 2010 | 2011 | 2012 | 2013 | 2014 | 2015 | 2016 | 2017 | 2018  | w-v |
| --------------- | ---- | ---- | ---- | ---- | -- | ---- | ---- | ---- | ---- | ---- | ---- | ---- | ---- | ---- | ----- | --- |
| Australian Open | –    | –    | –    | –    | –  | –    | –    | 2R   | 2R   | 2R   | 2R   | –    | W    | KF   | 11-5  |     |
| Roland Garros   | –    | –    | –    | –    | –  | –    | –    | 1R   | 1R   | 2R   | 2R   | 1R   | 2R   | KF   | 5-7   |     |
| Wimbledon       | 2R   | 2R   | 1R   | 2R   | 1R | –    | 1R   | 2R   | 2R   | 2R   | 1R   | –    | 3R   | KF   | 7-12  |     |
| US Open         | 2R   | –    | –    | –    | 1R | 2R   | 1R   | 2R   | F    | F    | 1R   | 2R   | KF   | 2R   | 15-11 |     |